# Death of a President
Death of a President è un film del 2006 diretto da Gabriel Range.
Si tratta di un mockumentary (un falso documentario) incentrato sull'assassinio del 43º presidente degli Stati Uniti, George W. Bush.
Il film affronta i temi della disobbedienza civile, del racial profiling (il concentrarsi delle attenzioni degli investigatori in base a criteri etnici o razziali), della riduzione delle libertà civili, del sensazionalismo, e della teoria della guerra giusta.

## Trama
Un documentario, realizzato nel 2008, racconta con interviste dirette ai protagonisti gli avvenimenti del 19 ottobre 2007. Il presidente degli Stati Uniti George W. Bush viene assassinato a colpi di pistola dopo aver tenuto un discorso in un hotel di Chicago. Sullo sfondo delle proteste pacifiste contro la guerra in Medio Oriente e la paura per gli esperimenti nucleari della Corea del Nord, l'F.B.I. inizia le indagini per trovare i responsabili.

### Le dimostrazioni anti-Bush
Il clima di ostilità verso il presidente si mostra sin dall'inizio con una imponente manifestazione di pacifisti e no-global, che affiancano la strada utilizzata dalle limousine presidenziali per giungere all'Hotel Sheraton, sede del discorso del presidente alla locale associazione degli industriali.
I dimostranti, che inneggiano alla fine della guerra in Iraq e delle minacce americane alla Corea del Nord, sono duramente confrontati dalla polizia, che fa uso di manganelli e spray. Tuttavia i manifestanti riescono a rompere il cordone di sicurezza della polizia e ad inscenare un sit-in di fronte al corteo presidenziale. La polizia procede allora a rimuoverli dalla strada di forza, trascinandoli e con l'uso di manganelli. Un dimostrante, in ogni caso, riesce a correre in direzione della limousine presidenziale ed arrivarvi a contatto fisico, un fatto definito un major breach dal dirigente dei servizi di sicurezza.
Nel frattempo, un manifestante italo-americano, Frank Molini, riesce a superare il cordone di polizia e dirigersi verso uno dei palazzi antistanti l'Hotel Sheraton. Molini era già stato fermato all'inizio della manifestazione da alcuni agenti in borghese infiltrati nella manifestazione, in quanto risultava troppo informato sui movimenti precisi del presidente. Molini è infatti convinto che la protesta abbia bisogno di un'intelligence, per poter risultare visibile.
Tutta la scena dà un'impressione di assedio e di timore per la sicurezza del presidente, rafforzata dai commenti del dirigente dei servizi di sicurezza e della spin doctor di George W. Bush.

### Il discorso di Bush
George W. Bush, al sicuro all'interno dell'Hotel Sheraton (in cui gli invitati sono passati al metal detector prima di poter accedere alla sala conferenze), pronuncia davanti ad una folla simpatetica un discorso di carattere economico, contenente battute e apprezzamenti verso l'operato del sindaco democratico di Chicago, ma anche un chiaro avvertimento alla Corea del Nord riguardo allo sviluppo del suo programma nucleare.

### L'omicidio
Dopo il discorso, giusto all'esterno dell'Hotel Sheraton, George W. Bush si appresta ad un meeting informale con un selezionato numero di invitati, salutando e stringendo mani. Proprio in questo momento, alcuni spari raggiungono lui e le persone a lui vicine. Il presidente viene caricato in tutta fretta nella limousine presidenziale, che si dirige verso il North-West Hospital. Le altre vittime rimangono a terra.
Le condizioni del presidente sono critiche: un proiettile gli ha trapassato il ventre, mentre un altro gli ha sfiorato l'aorta e lesionato un polmone. Dopo una notte in sala operatoria per rimuovere il proiettile, il presidente viene dichiarato morto. La notizia rimbalza immediatamente su tutti i network televisivi.
Il vicepresidente Dick Cheney, al sicuro in un luogo segreto, giura come 44º presidente degli Stati Uniti, e promulga quindi il Patriot Act III, che garantisce ancora maggiori poteri agli ispettori federali, allargando le competenze dell'esecutivo e restringendo le libertà civili.

### Le indagini
Inizialmente si pensa che gli spari siano provenuti dalla folla presente al meeting informale, nella quale gli agenti di sicurezza avevano già individuato un dimostrante. Tuttavia un esame di balistica rivela che gli spari provengono da uno dei palazzi antistanti, in cui viene ritrovata una stanza con una finestra aperta e dei bossoli sul pavimento; il fucile viene invece ritrovato nei cassonetti del palazzo.
Il primo sospetto è Frank Molini, che viene fermato mentre esce da uno dei palazzi di fronte al luogo del delitto per rifugiarsi in quello accanto. Tuttavia gli viene trovato addosso solo uno striscione con un disegno di Bush con una pistola puntata alla tempia e la scritta "A civil act", sullo sfondo di una bandiera americana rovesciata.
In base alla lista degli impiegati del palazzo, l'FBI incrimina successivamente un siriano, Jamal Abu Zikri. Un esule siriano, in un talk-show, ritiene che l'omicidio di George W. Bush sia stato organizzato dai servizi segreti siriani esattamente come quello di Rafik Hariri.
Dick Cheney chiede ai servizi segreti di esplorare questa pista, anche se secondo i servizi non c'è assolutamente nulla che porti in tale direzione. Dopo alcuni giorni, capendo di non riuscire a "vendere" la storia della Siria, Cheney smette nelle sue pressioni. Tuttavia, a Zikri viene contestato di essere legato a membri di al-Qāʿida e di aver partecipato a campi di addestramento per terroristi in Afghanistan; tali accuse vengono trasmesse sui network televisivi. Effettivamente, Zikri era stato reclutato da un affiliato di al-Qāʿida, senza che egli ne conoscesse le intenzioni, e convinto a partecipare ad un viaggio di informazione in Pakistan. Trovatosi in un centro di addestramento per terroristi, è costretto a partecipare per non essere ucciso, e riesce a farsi rimandare indietro solo fingendosi ferito. Rientrato a Chicago, decide di parlarne solo con la moglie Zahara e con nessun altro.
Le prove contro Zikri consistono in alcuni residui di polvere da sparo sulla sua giacca (prova considerata facilmente contaminabile) e da una impronta digitale parziale sull'arma, che presenta 9 punti di contatto con la sua. Giudicato da una giuria popolare, considerata dalla difesa troppo influenzata dal clima politico e dall'informazione che ha veicolato l'equazione "Zikri = al-Qāʿida", viene ritenuto colpevole dell'omicidio.
Un terzo sospetto, poi rilasciato, è un americano di origine yemenita, parte dei dimostranti no-war; viene incriminato perché suo padre è stato internato e dichiarato "terrorista" all'indomani dell'11 settembre, in quanto rimasto negli Stati Uniti anche dopo la scadenza del suo visto turistico, una pratica considerata di uso comune.

### La verità
Dopo alcune settimane dall'omicidio, Al Claybon, un afro-americano veterano della Guerra del Golfo viene trovato morto nella sua auto, suicidatosi con un colpo alla tempia. Claybon ha iniziato ad odiare Bush dopo che suo figlio David è rimasto ucciso nella guerra in Iraq, presso Mosul; suicidandosi, lascia all'altro suo figlio, Casey, anch'egli veterano dell'Iraq, un biglietto:
Casey trova successivamente in casa le prove definitive della colpevolezza di suo padre: un memoriale segreto con gli spostamenti minuto per minuto del presidente nella sua visita a Chicago.
Tuttavia, Zikri resta in carcere, e a dieci mesi dall'omicidio non gli è ancora stato concessa la revisione del processo in appello.

## Accoglienza
Visto il delicato argomento affrontato, negli Stati Uniti molti cinema si sono rifiutati di proiettare il film.
Il Partito Repubblicano ha definito il film "scioccante" e "disgustoso". Anche Hillary Clinton non è stata tenera, definendo la pellicola "deprecabile" ed affermando come fosse il più brutto film che avesse mai visto.
Il film è andato in onda per la prima volta in Italia il 18 ottobre 2007, vigilia degli avvenimenti descritti nella trama, su LA7, alle 21.30.

## Riconoscimenti
- Toronto Film Festival
  - International Critics Prize